# August Conradi
August Eduard Moritz Conradi (Berlim, 27 de junho de 1821 - 26 de maio de 1873) foi um compositor, organista e Kapellmeister (mestre de capela) alemão.
Conradi era, pelo menos desde 1840, aluno de August Wilhelm Bach (em composição, órgão e piano) e de Carl Friedrich Rungenhagen (contraponto e baixo). Aluno estudioso, distinguiu-se em várias ocasiões entre 1840 e 1842. Em 1843, obteve o posto de organista da igreja da Câmara dos Inválidos (Invalidenhaus) de Berlim.
Durante os anos que se seguiram, uma colaboração esporádica com Franz Liszt, que tinha começado em 1844 com a primeira estadia em Weimar, ocorreu sem muito sucesso. Os dois músicos tinham talvez já sido conhecidos em Berlim, em 1841 ou 1842. Nessa altura, Conradi já ganhara uma valiosa experiência em instrumentação, e Liszt, portanto, foi por ele ajudado a alcançar as suas primeiras obras orquestrais. Esta colaboração continuaria, apesar de várias interrupções, até 1849. Em 1847, Liszt ainda está em mãos com uma polka cigana de Conradi. Este consegue um contrato como Kapellmeister no Thalia-Theater e cede lugar a Joachim Raff.
Em 1849, Conradi colaborou com o dramaturgo David Kalisch, um mestre do teatro cómico em Berlim, no Friedrich-Wilhelmstädtischen Theater. Esta etapa é extremamente frutífera para o trabalho do compositor Conradi. Posteriormente, eles elaboram várias cenas novas: o Teatro Königsstädtische (Berlim, Fevereiro de 1851), a ópera em Düsseldorf (Julho de 1851), a futura Kroll-Oper (Berlim, 1852) e o Teatro Municipal de Colónia (1852-1853). Por fim, Conradi regressa a Berlim, primeiro com a futura Kroll-Oper, depois ao Wallner-Theater, onde finalmente consegue um lugar de longo prazo como Kapellmeister. Em 1864, sucedeu como mestre de coro do Teatro Vitória (inaugurado em 1859) a Josef Nesvadba, que é chamado a Darmstadt.
Até ao final de sua vida, Conradi é visto tanto musical como humanamente como uma pessoa ativa e de pouco descanso. Além de seu sucesso como compositor de teatro, as danças, marchas, medleys e canções compostas para os salões burgueses de Berlim, trouxeram-lhe uma fortuna considerável. Após a morte de sua viúva, foi uma associação de asilo, em Berlim, que herdou o seu dinheiro.